# Johannisbrotgewächse
Die Johannisbrotgewächse (Caesalpinioideae), in Österreich Bockshörndlbaumgewächse genannt, sind eine Unterfamilie in der Familie der Hülsenfrüchtler (Fabaceae).
Die 2000 bis 3000 Arten besitzen Areale hauptsächlich in den Tropen und Subtropen, besonders in der Neotropis und in Afrika. Einige Arten werden in tropischen bis subtropischen Parks und Gärten als Zierpflanzen verwendet. Von vielen Arten aus einigen Gattungen wird das Holz genutzt.

## Beschreibung

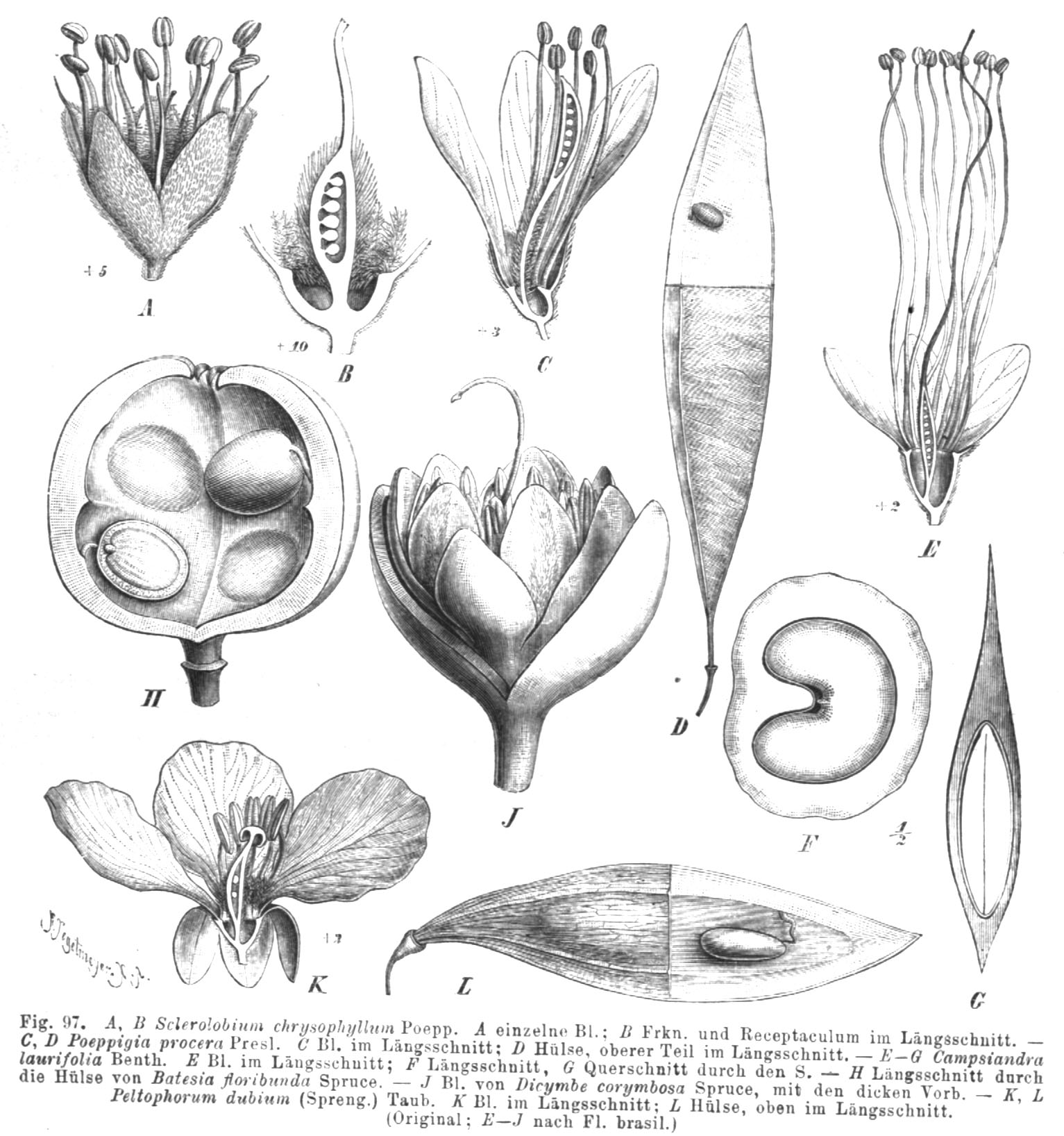
Johannisbrotgewächse (Caesalpinioideae), Illustration

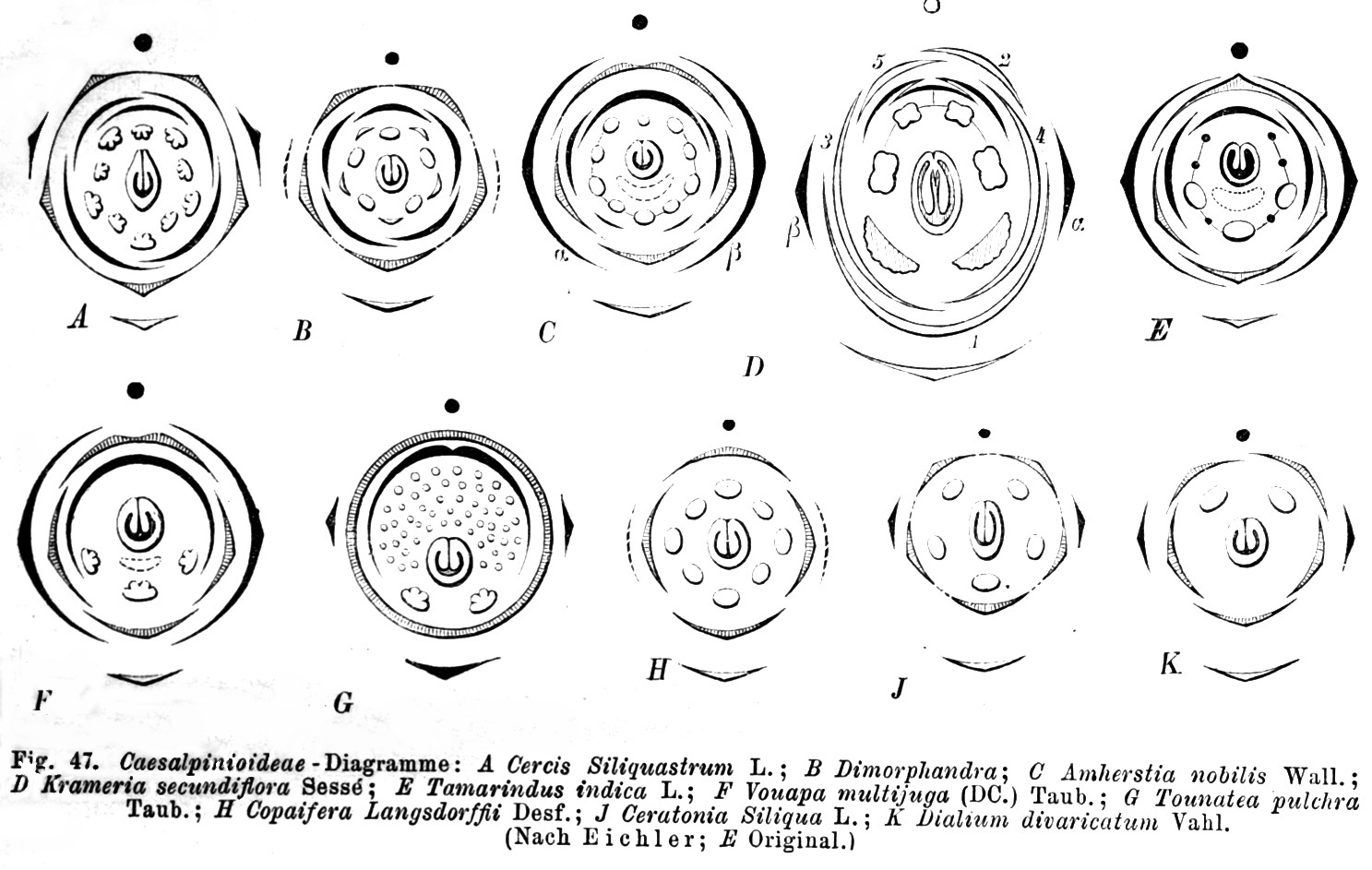
Blütendiagramme ausgewählter Johannisbrotgewächse (Caesalpinioideae), inklusive Tribus Cercideae

### Erscheinungsbild und Blätter
Zu den Johannisbrotgewächsen gehören hauptsächlich Bäume und nur wenige Sträucher, Lianen oder ausdauernde krautige Pflanzen. Sie wachsen meist selbständig aufrecht oder seltener als windende, klimmende oder mit Spross- oder Blattranken kletternde Pflanzen. Es handelt sich um Mesophyten oder Xerophyten. Sie können Harz enthalten. Das Sekundäre Dickenwachstum erfolgt meist von einem konventionellen Kambiumring ausgehend oder anomal von einem konzentrischen Kambium aus (beispielsweise bei Koompassia).
Johannisbrotgewächse sind immergrün oder laubabwerfend. Die wechselständig und spiralig oder zweizeilig angeordneten Laubblätter können gestielt oder fast sitzend bis sitzend sein. Die Blattspreiten sind meist einfach oder doppelt gefiedert. Die krautigen, häutigen oder ledrigen Fiederblätter besitzen Fiedernervatur. Es kann ein Polster an den Fiederblättern vorhanden sein. Selten liegt Heterophyllie vor. Nebenblätter sind vorhanden. Bei wenigen Arten sind die Laubblätter reduziert und es können Phyllodien ausgebildet sein oder Teile der Sprossachsen übernehmen die Photosynthese. Die Stomata sind paracytisch oder anomocytisch, cyclocytisch und actinocytisch.
Die Laubblätter oder Nebenblätter können zu Dornen umgebildet sein. Die fast immer vorhandenen Nebenblätter (hier Intrapetiolarstipeln) sind gut ausgebildet oder zu Schuppen reduziert und können haltbar sein oder früh abfallen.

### Blütenstände und Blüten
Die Blüten stehen einzeln oder in seiten- oder endständigen, einfachen oder verzweigten, traubigen, ährigen, zymösen oder bündeligen Blütenständen zusammen. Die Blüten sind meist zwittrig, aber es kann auch Monözie, Andromonözie oder Polygamomonözie vorliegen.
Die kleinen bis großen, radiärsymmetrischen bis mehr oder weniger stark zygomorphen Blüten sind fünfzählig mit doppelter oder einfacher (bei etwa 26 Gattungen) Blütenhülle (Perianth). Bei den meisten Detarieae ist ein freier Blütenbecher (Hypanthium) vorhanden. Die meist fünf (drei bis sechs) Kelchblätter sind meist verwachsen. Die fünf Kronblätter sind meist frei. Die grünen, weißen, von gelb über orangefarbenen bis roten oder von rosa- bis purpurfarbenen Kronblätter können genagelt oder sitzend sein. Kronblätter können fehlen. In den Blütenknospen ist eine aufsteigende, überlappende Kronblattdeckung (imbricat) zu erkennen. Es sind selten nur eines, meist bis zu zehn, bei Maniltoa bis zu 100 Staubblätter vorhanden. Die gleichen bis deutlich ungleichen Staubfäden können untereinander frei oder in unterschiedlicher Weise verwachsen sein, sind aber nie mit den Kronblättern verwachsen. Die Staubblätter können alle fertil sein oder einige sind zu Staminodien umgebildet. Die Pollenkörner besitzen meist drei oder seltener zwei oder vier Aperturen und sind meist colporat, seltener porat oder colpat. Es ist nur ein oberständiges Fruchtblatt vorhanden. Je Fruchtblatt können ein bis hundert Samenanlagen vorhanden sein.

### Früchte und Samen
Die fleischigen oder nicht fleischigen Früchte sind meist Hülsenfrüchte, selten Nuss-, Balg- oder Steinfrüchte. Die Früchte bleiben bei Reife geschlossen oder sie öffnen sich; die Diasporen sind also die Früchte oder die Samen.
Die Samen können Endosperm und Stärke enthalten. Der chlorophyllhaltige Embryo ist meist gerade, selten gekrümmt und besitzt zwei flache Keimblätter (Kotyledonen).

## Ökologie
Im Gegensatz zu den anderen Fabaceae sind bei den Caesalpinioideae nur bei wenigen Arten Wurzelknöllchen mit stickstofffixierenden Knöllchenbakterien vorhanden und wenn sie vorhanden sind dann oft nur wenig davon.

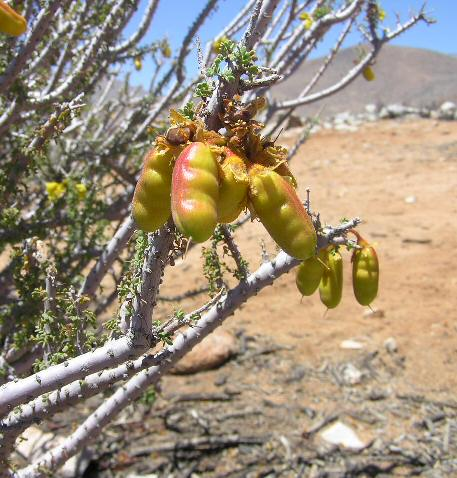
Tribus Caesalpinieae: Habitus und Hülsenfrüchte von Balsamocarpon brevifolium

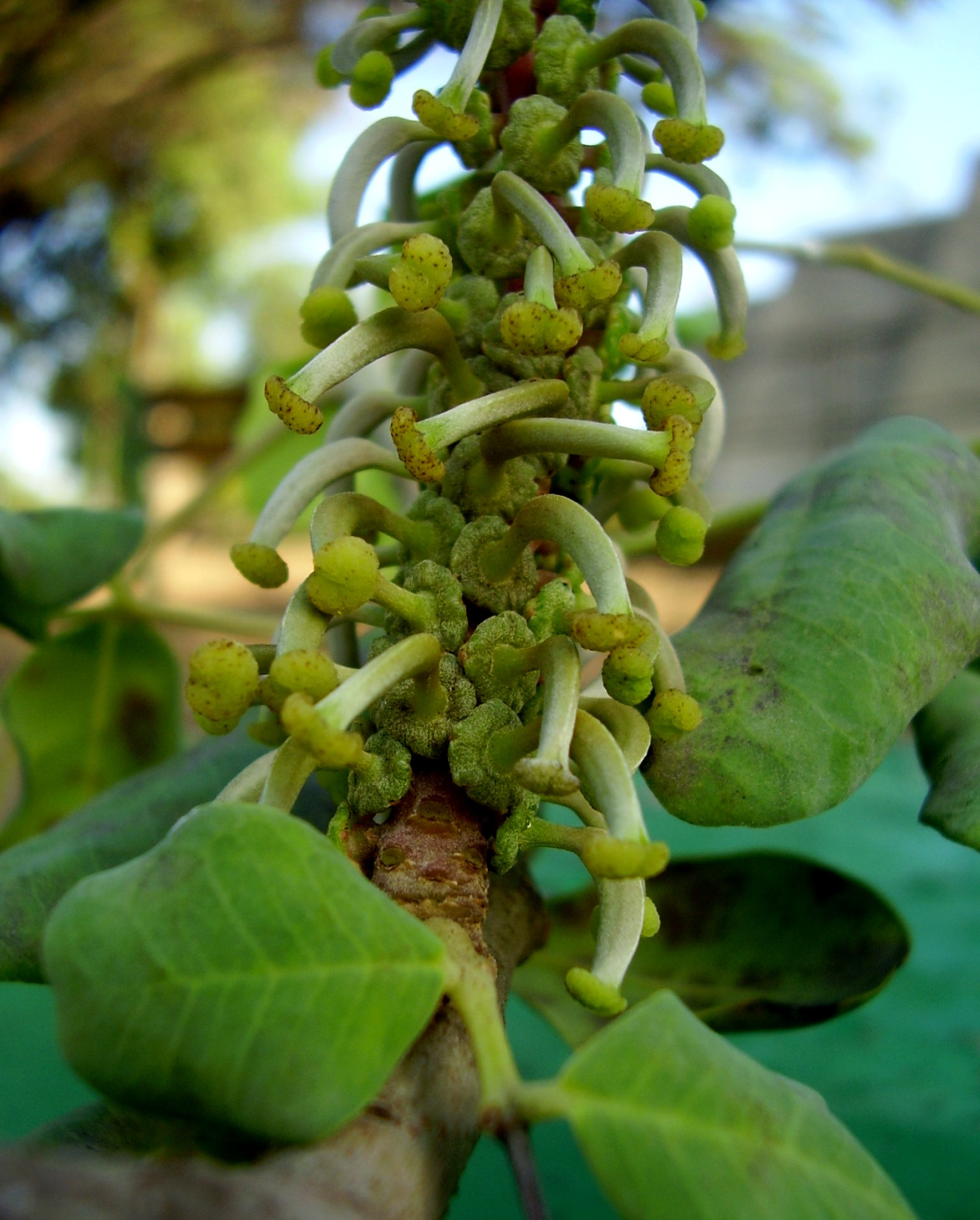
Tribus Caesalpinieae: Johannisbrotbaum (Ceratonia siliqua), weibliche Blüten

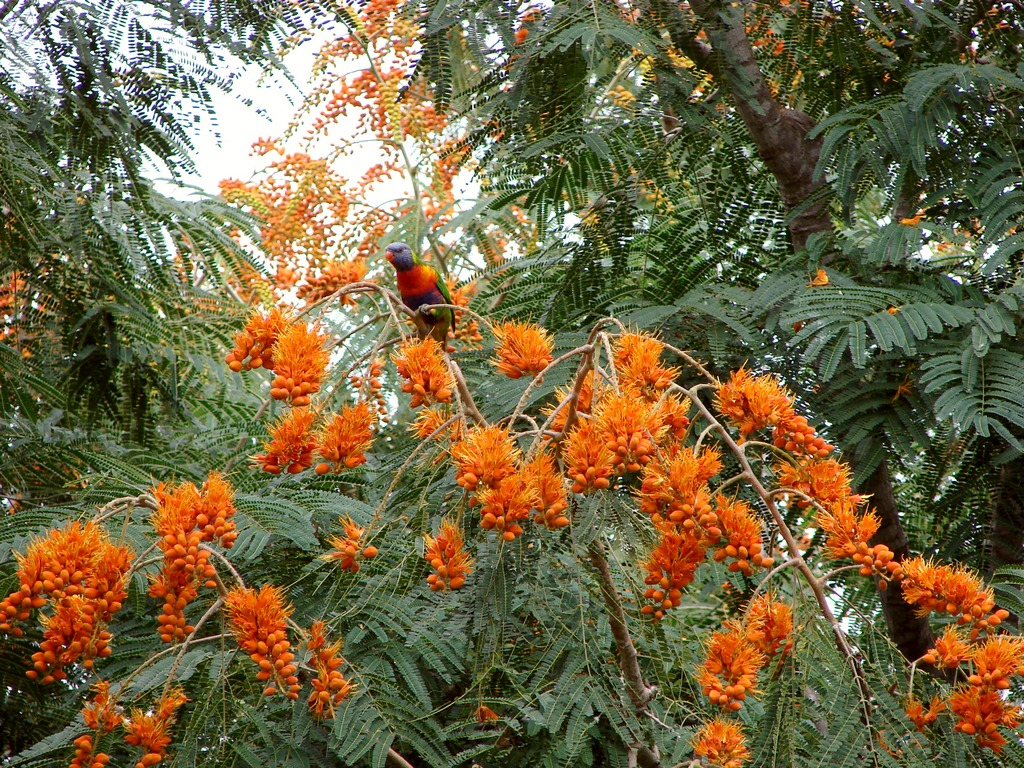
Tribus Caesalpinieae: Gefiederte Laubblätter und Blütenstände von Colvillea racemosa

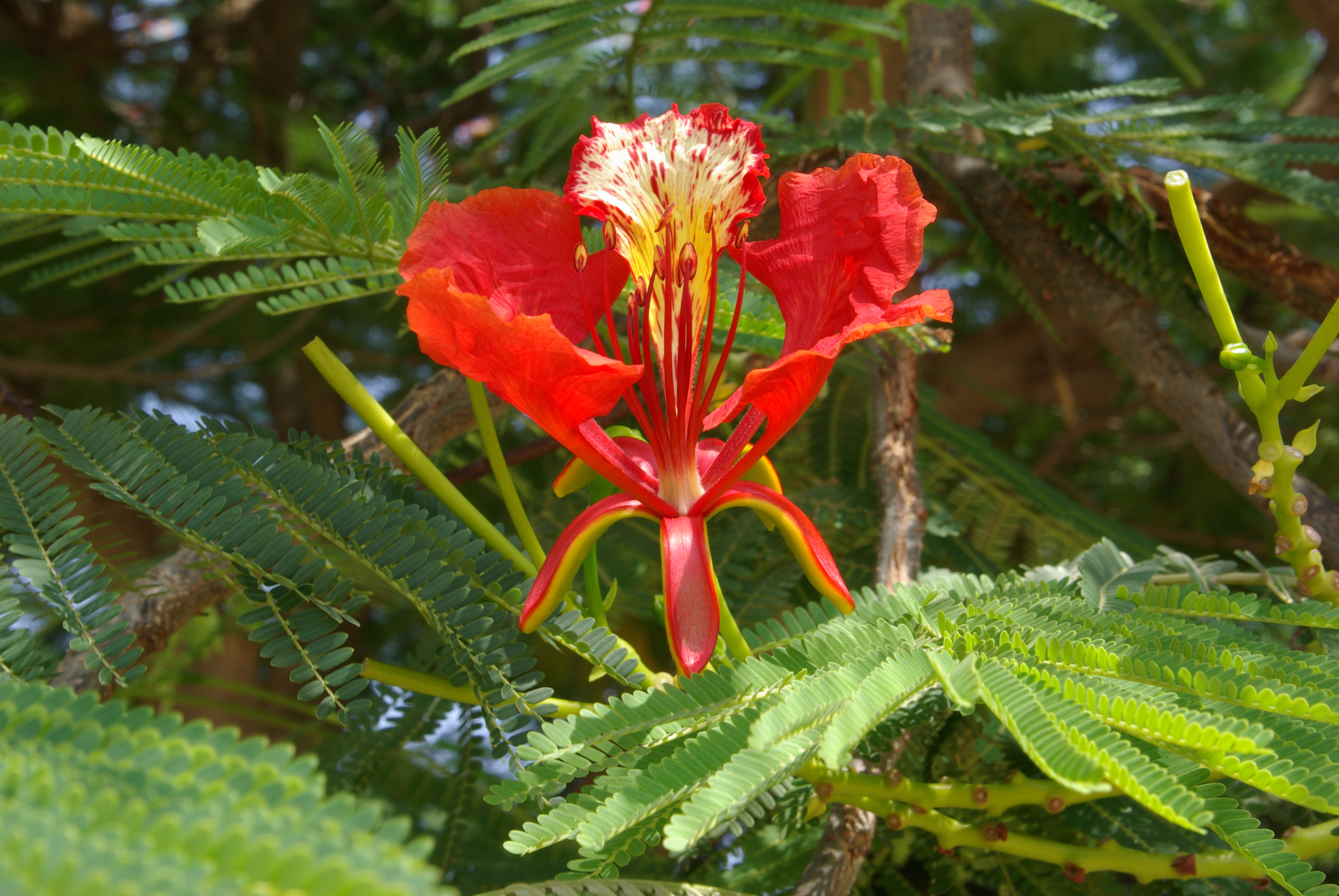
Tribus Caesalpinieae: Flammenbaum (Delonix regia)

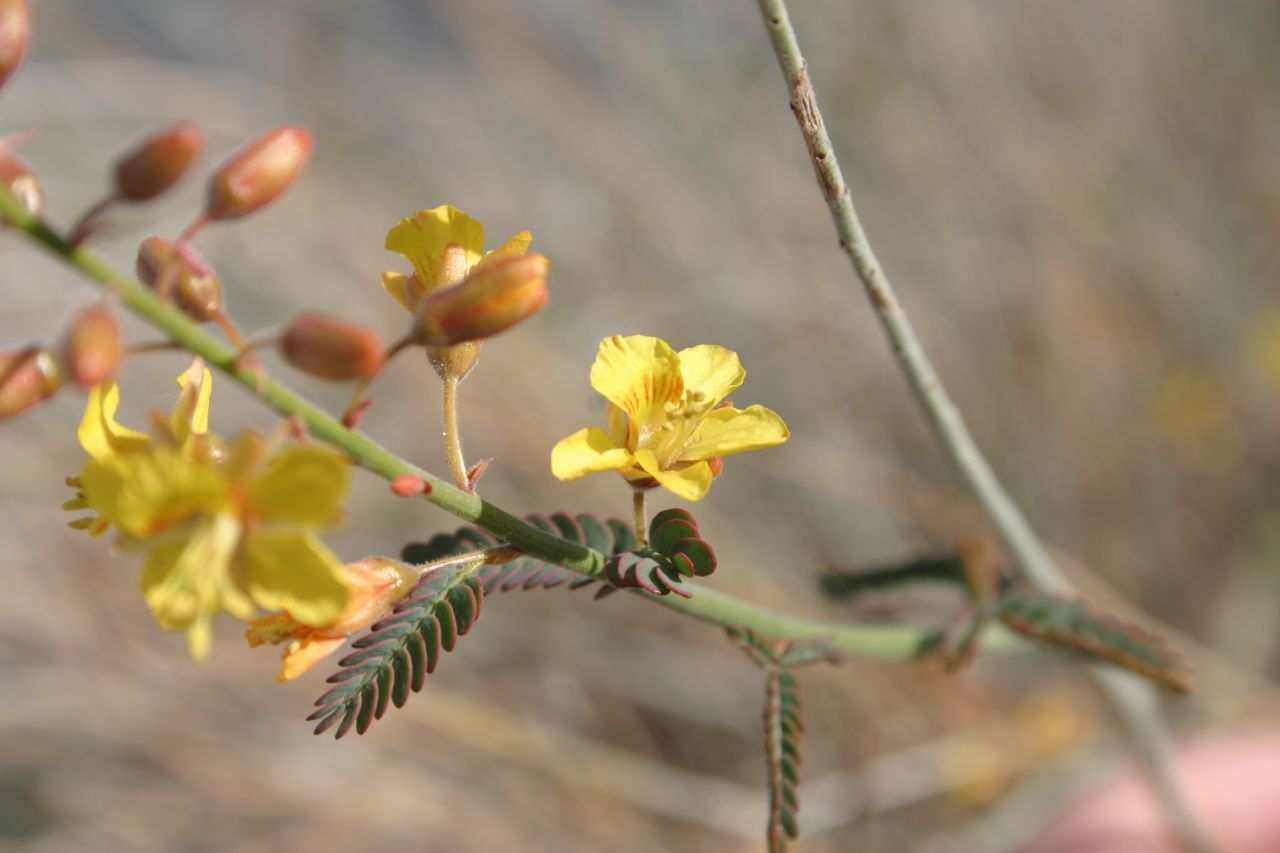
Tribus Caesalpinieae: Blüte von Hoffmannseggia microphylla

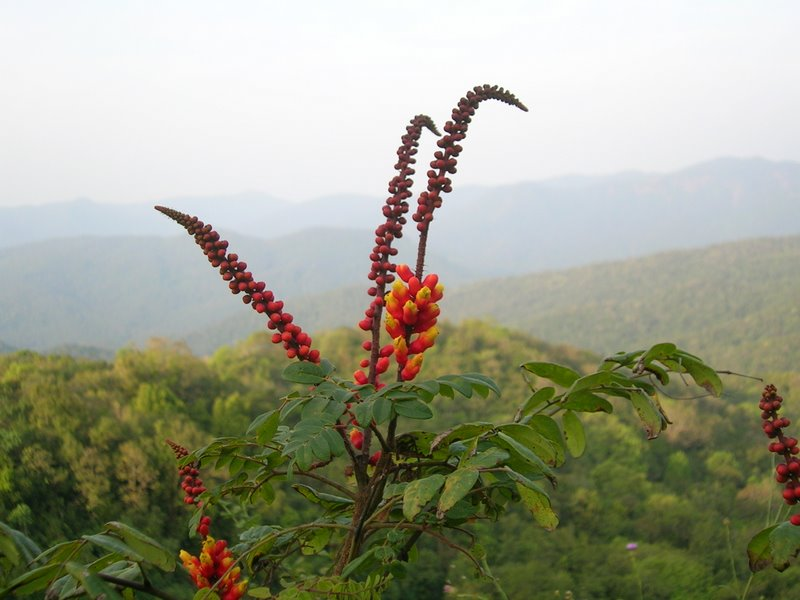
Tribus Caesalpinieae: Zweig mit Laubblättern und Blütenständen von Moullava spicata

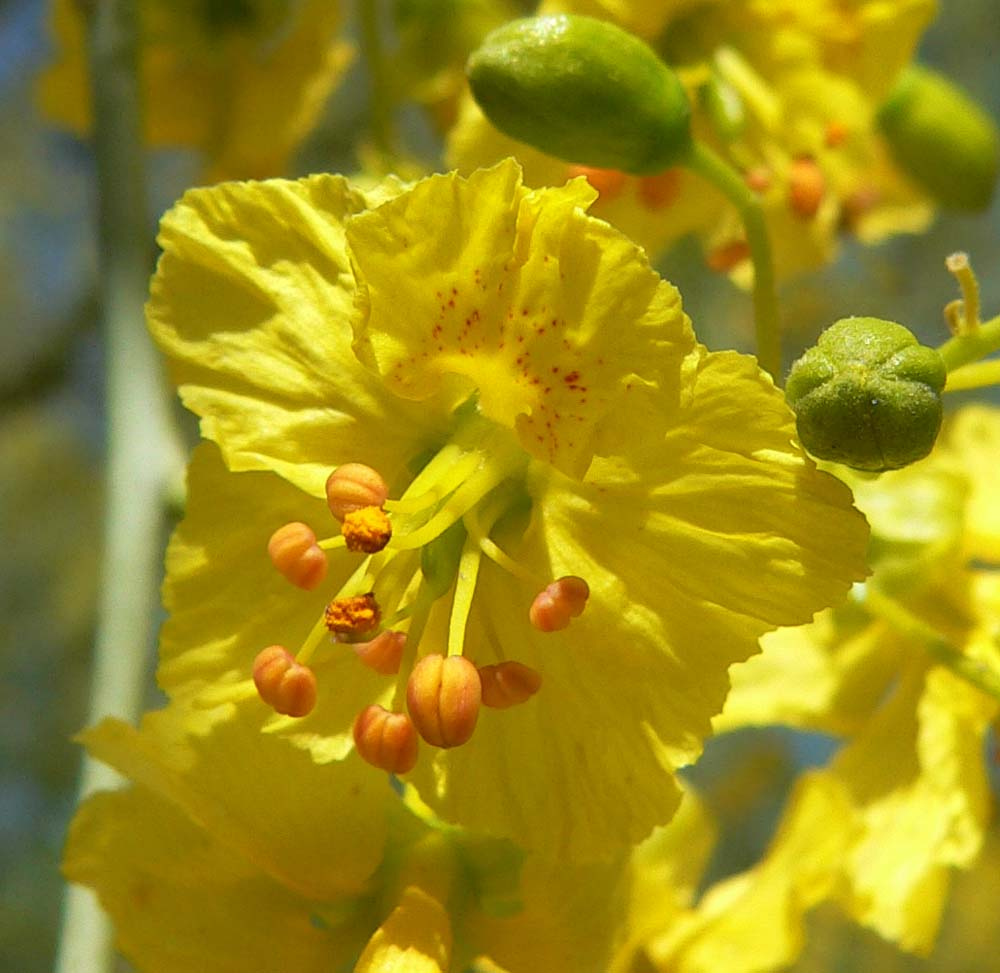
Tribus Caesalpinieae: Blüten von Parkinsonia florida

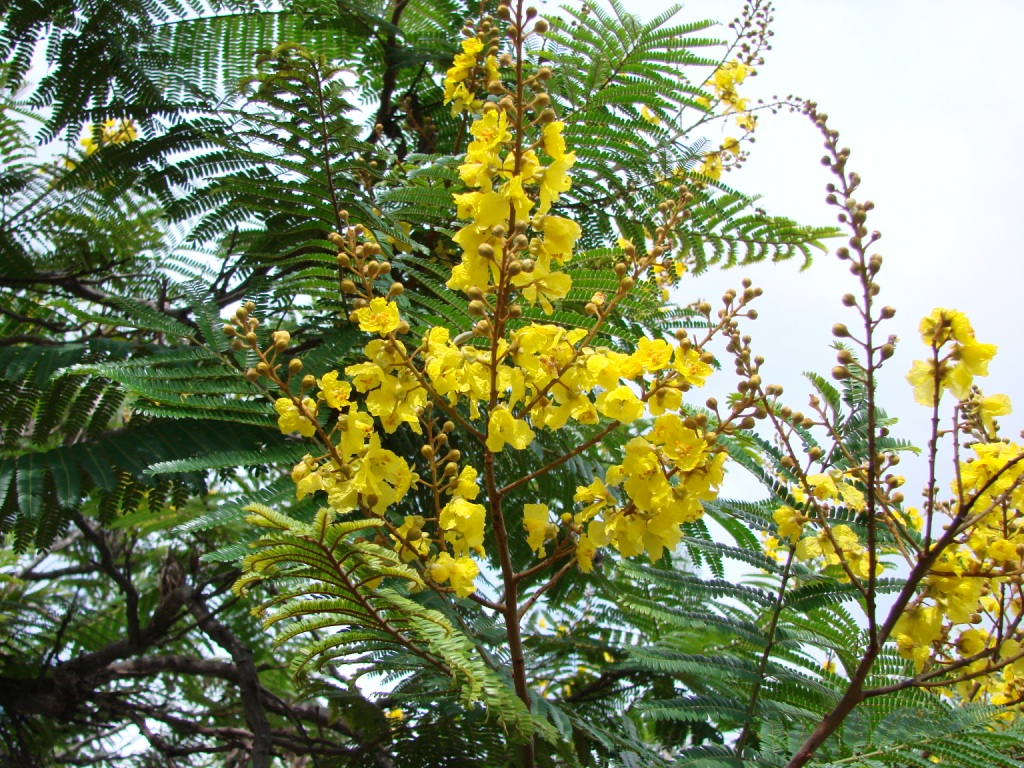
Tribus Caesalpinieae: Laubblätter und Blütenstand von Peltophorum dubium

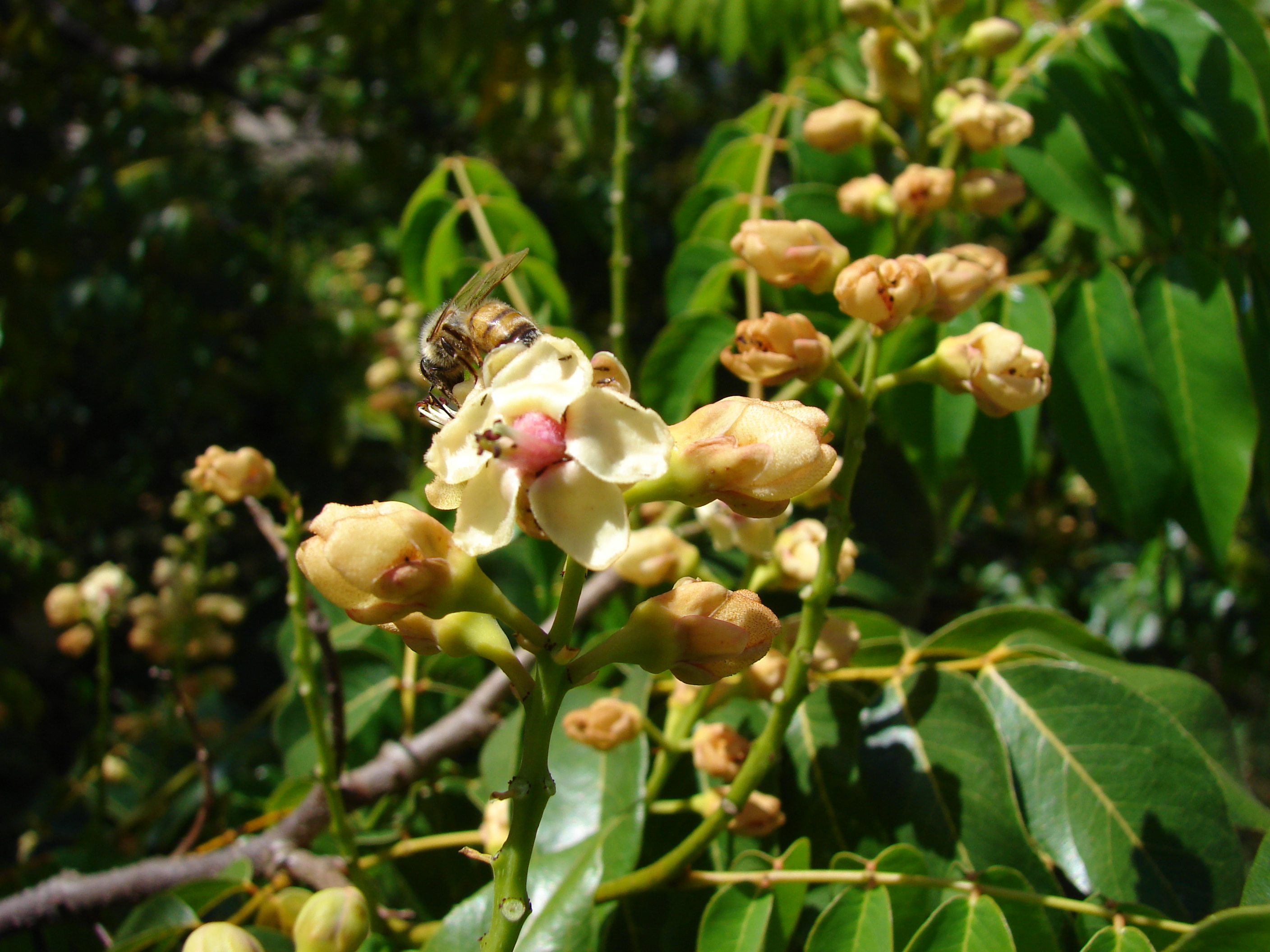
Tribus Caesalpinieae: Blütenstand von Stahlia monosperma

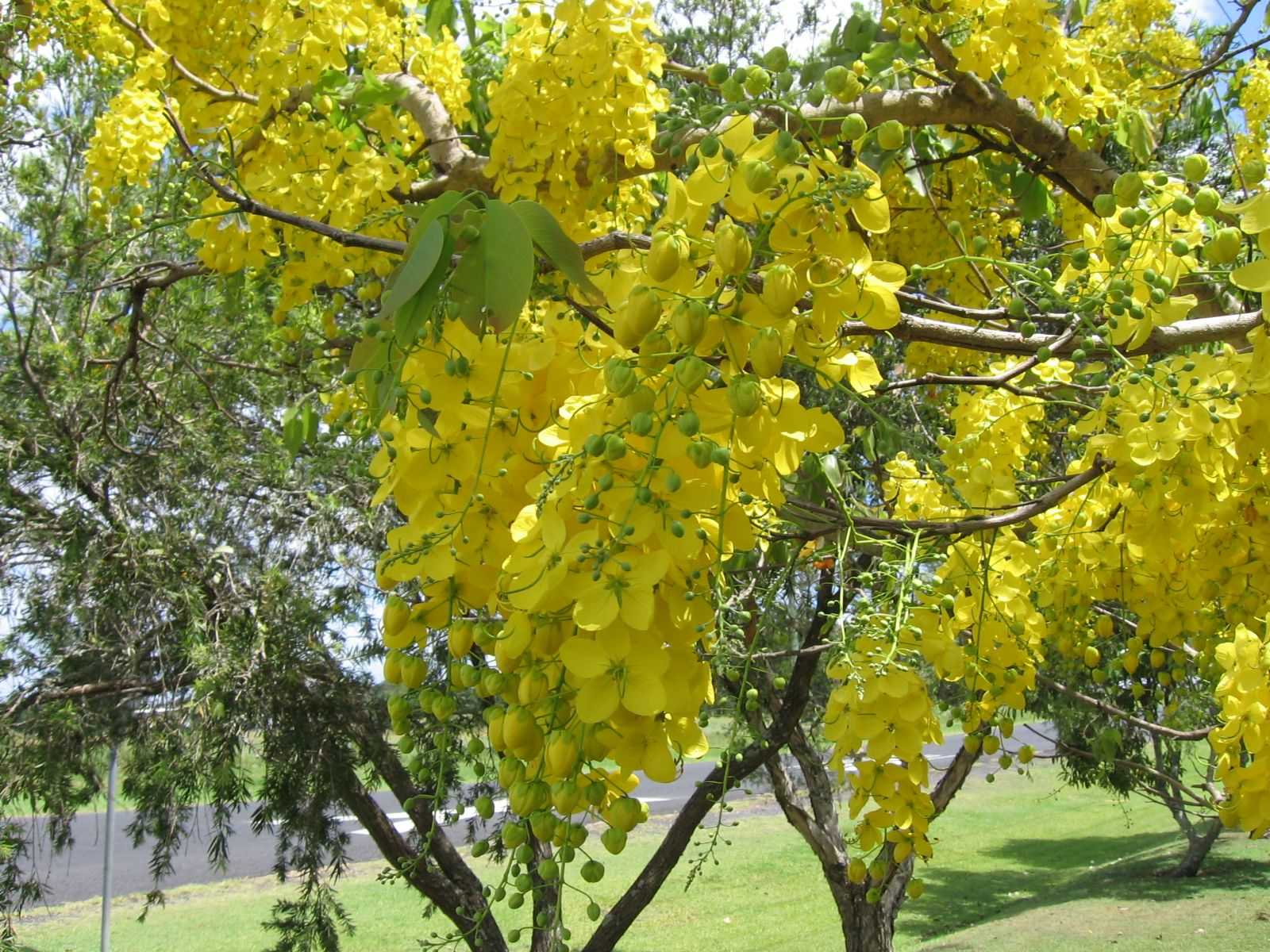
Tribus Cassieae Subtribus Cassiinae: Habitus und Blütenstände der Röhren-Kassie (Cassia fistula)

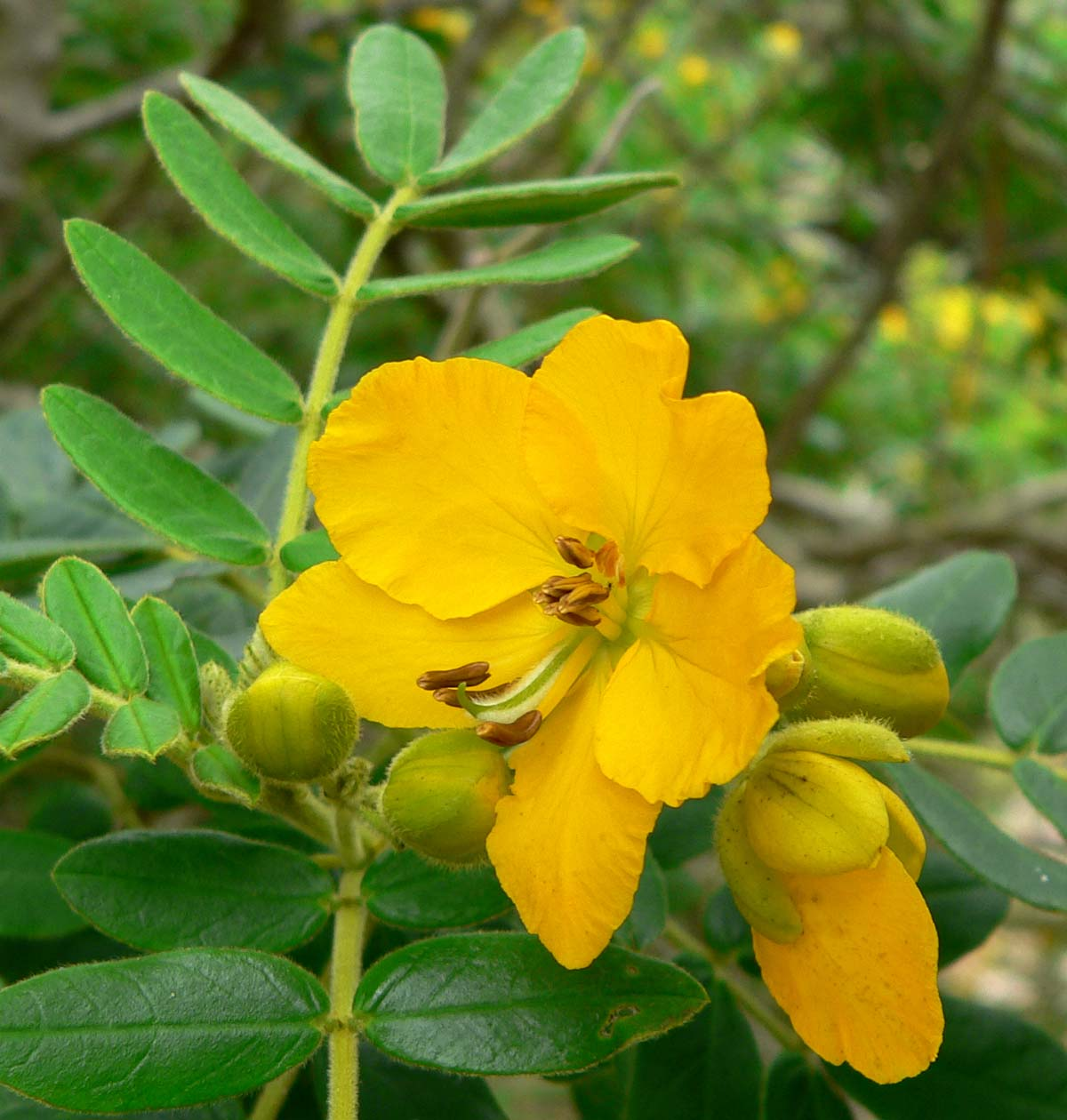
Tribus Cassieae Subtribus Cassiinae: Einfach gefiederte Laubblätter und Blüten von Senna multiglandulosa

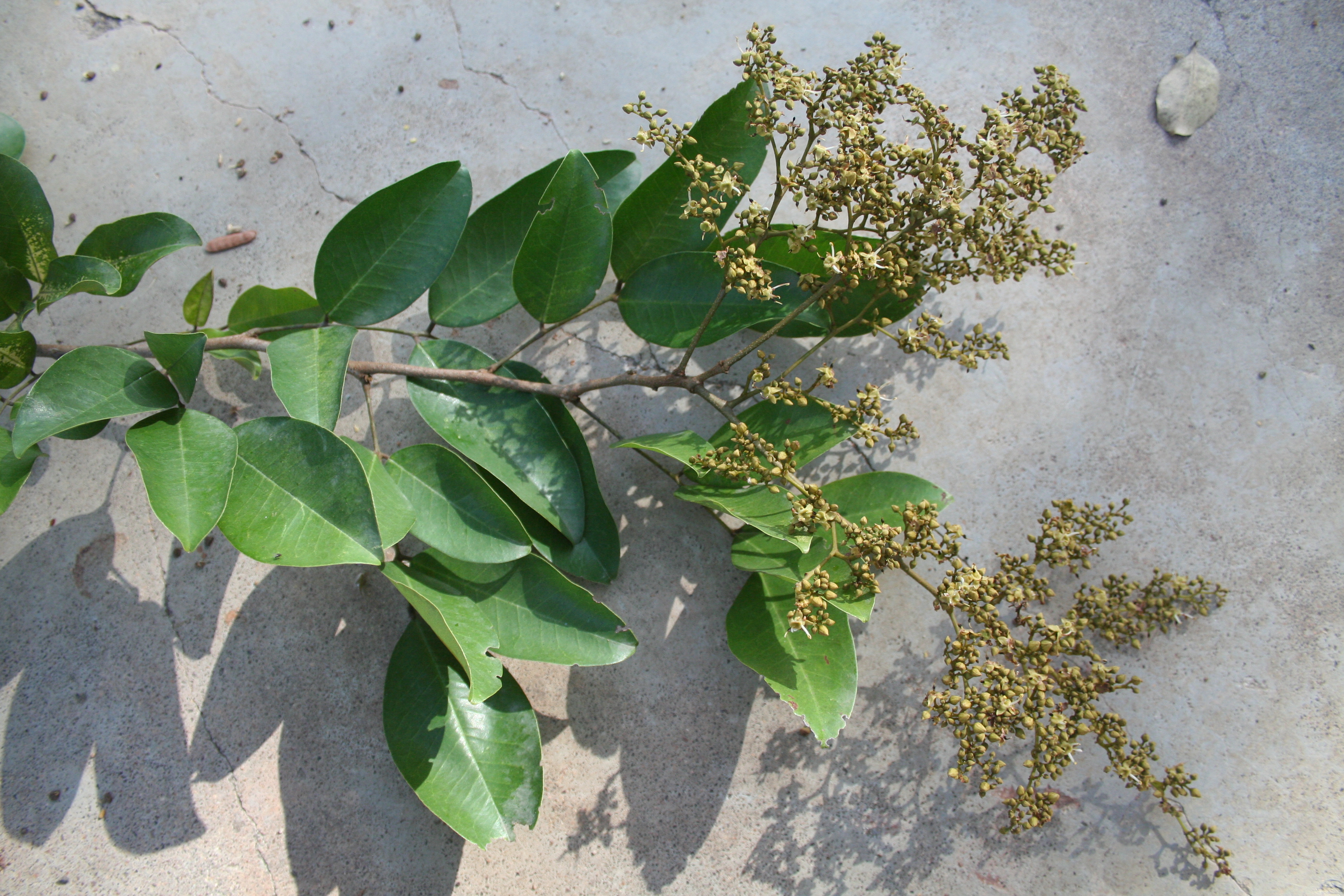
Tribus Cassieae Subtribus Dialiinae: Zweig mit Laubblättern und Blütenständen von Dialium guineense

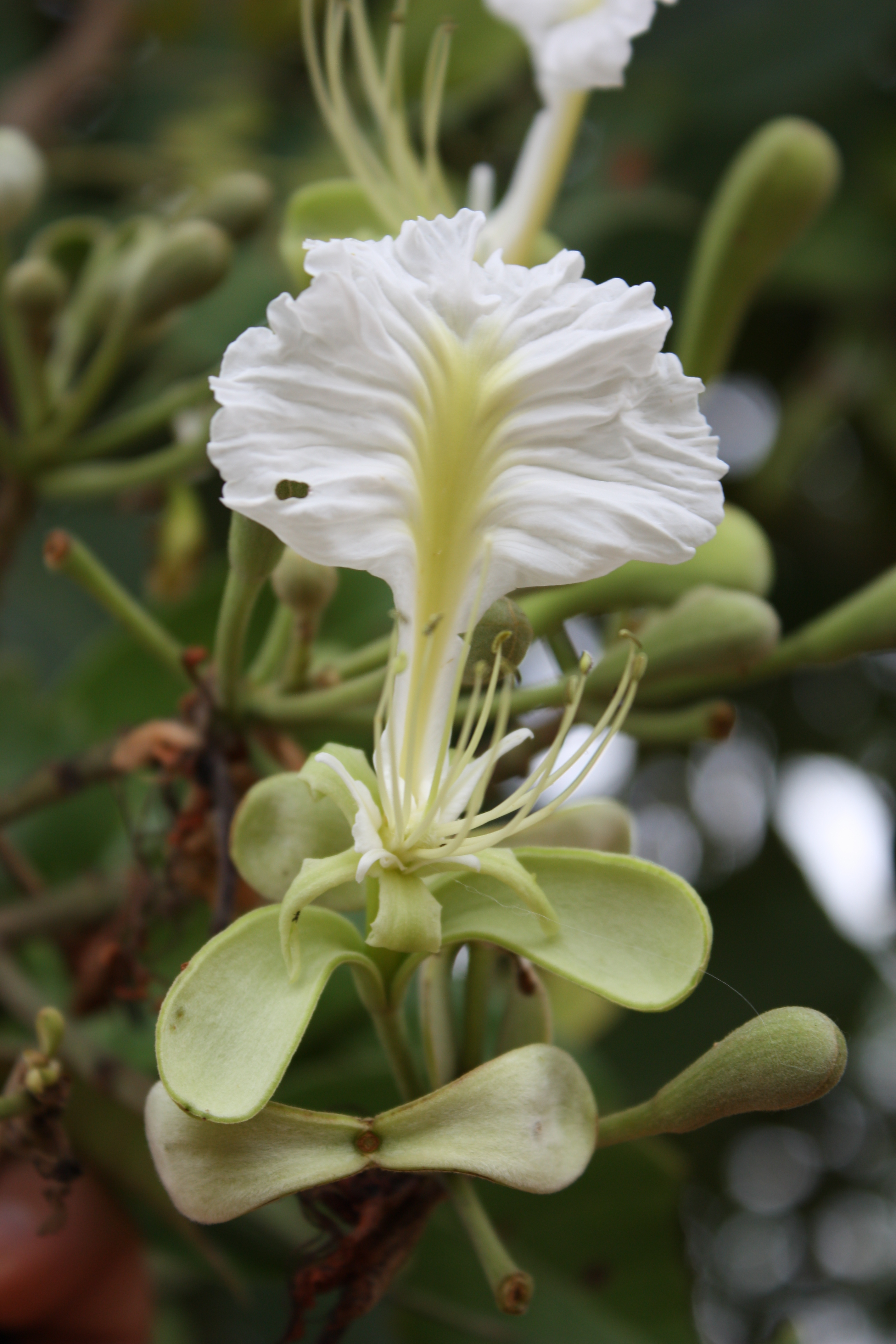
Tribus Detarieae: Blüte von Berlinia grandiflora

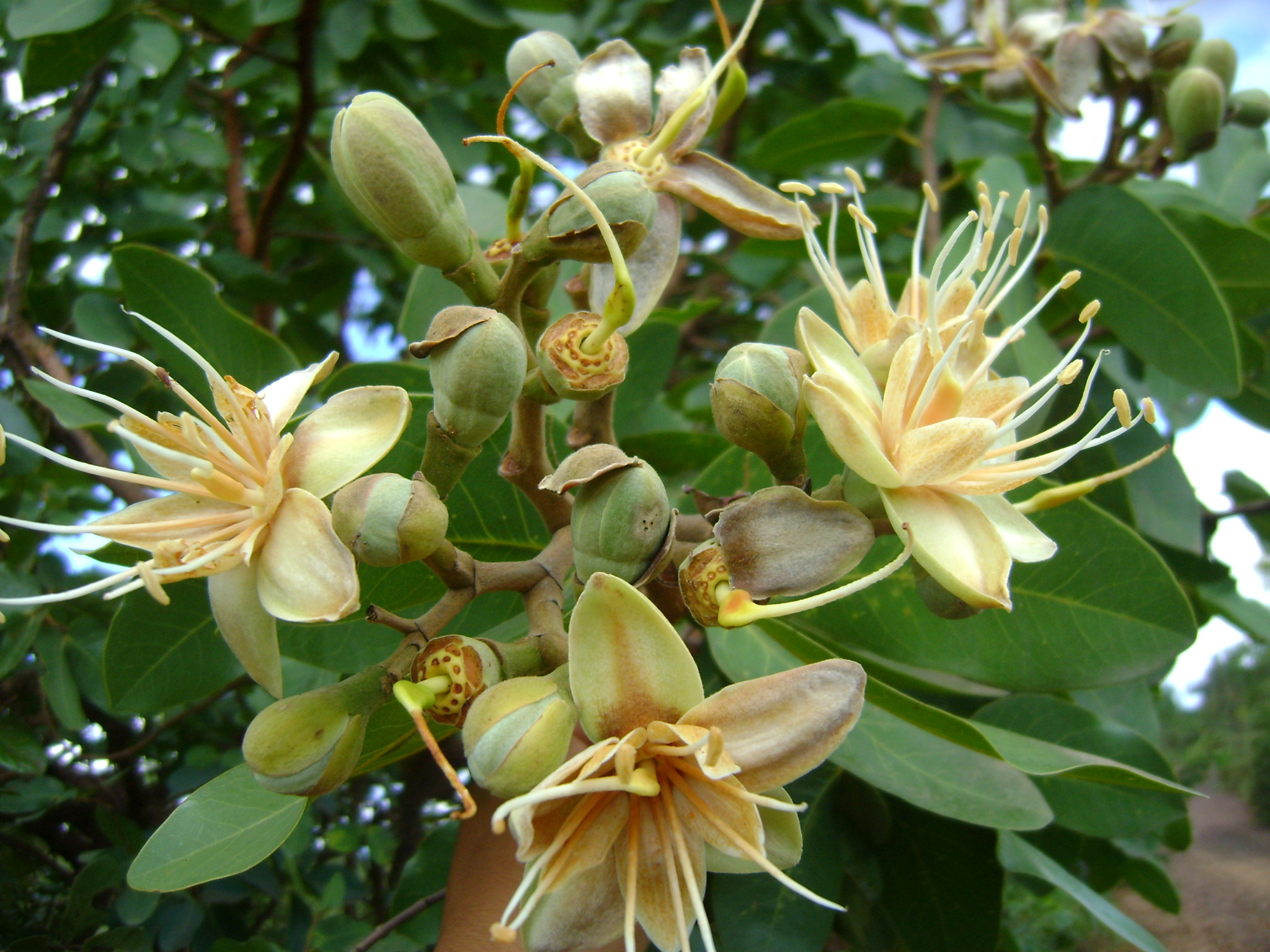
Tribus Detarieae: Hymenaea stigonocarpa

## Systematik
Als Erstveröffentlichung der Caesalpinioideae gilt Augustin Pyramus de Candolle: Prodromus systematis naturalis regni vegetabilis, 2, 1825, S. 473 in der er den Namen „Caesalpineae“ veröffentlicht. Der Name der Typusgattung Caesalpinia ehrt den italienischen Botaniker Andrea Cesalpino. Synonyme für Caesalpinioideae DC. sind: Caesalpiniaceae R.Br., Cassiaceae Vest, Ceratoniaceae Link, Detariaceae (DC.) Hess.
Nach molekularbiologischen Untersuchungsergebnissen handelt es sich bei der Unterfamilie Caesalpinioideae in ihrer traditionellen Umgrenzung um ein paraphyletisches Taxon innerhalb der monophyletischen Familie Fabaceae. Früher zählte man die Tribus Cercideae dazu, sie wird aber in neuen Systematiken keiner der drei Unterfamilien zugeordnet, sondern wurde als basale Gruppe des Fabaceae-Stammbaumes erkannt. Sie wurden aber häufig auch als selbständige Familie Caesalpiniaceae betrachtet.
Die Systematik der Unterfamilien ist noch stark in Bewegung, es kommen neue Taxa hinzu, aber es fallen auch viele Taxa weg. Diese Unterfamilie wird nach Untersuchungen im 21. Jahrhundert beispielsweise nur noch in zwei Tribus gegliedert:
- Tribus Caesalpinieae Reichenbach: Die Blüten sind radiärsymmetrisch bis zygomorph. Die Kelchblätter sind meist frei. Die Laubblätter sind meist doppelt gefiedert. Sie enthält bis zu 51 Gattungen:
  - Acrocarpus Wight ex Arn.: Sie enthält nur eine Art:
    - Acrocarpus fraxinifolius Wight ex Arn.: Sie ist in Asien beheimatet und wird in vielen tropischen Gebieten angebaut.

  - Arapatiella Rizzini & A.Mattos: Die nur zwei Arten kommen nur im brasilianischen Bundesstaat Bahia vor.
  - Arcoa Urb.: Sie enthält nur eine Art:
    - Arcoa gonavensis Urb.: Sie ist auf Hispaniola beheimatet.

  - Balsamocarpon Clos: Sie enthält nur eine Art:
    - Balsamocarpon brevifolium Clos: Sie kommt in den chilenischen Regionen III Atacama und IV Coquimbo vor.

  - Batesia Spruce ex Benth. & Hook. f.: Sie enthält nur eine Art:
    - Batesia floribunda Spruce ex Benth.: Sie kommt in den brasilianischen Bundesstaaten Acre sowie Amazonas, in Französisch-Guyana, im südöstlichen Kolumbien und in der peruanischen Provinz  Loreto vor.

  - Burkea Hook.: Sie enthält nur eine Art:
    - Burkea africana Hook.: Sie ist in Afrika weitverbreitet.

  - Bussea Harms: Von den etwa sieben Arten sind fünf im tropischen Afrika und zwei in Madagaskar verbreitet.
  - Caesalpinien (Caesalpinia L.): Die etwa 100 Arten sind in den Tropen und Subtropen weitverbreitet.
  - Campsiandra Benth.: Die etwa 19 Arten sind im tropischen Südamerika, besonders im Amazonas-Gebiet verbreitet.
  - Cenostigma Tul.: Die 14 Arten sind in Brasilien, Mittelamerika und in der Karibik verbreitet.
  - Ceratonia L.: Sie enthält nur zwei Arten:
    - Ceratonia oreothauma Hillc. & al.: Sie kommt nur auf der Arabischen Halbinsel und in Somalia vor.
    - Johannisbrotbaum (Ceratonia siliqua L.): Sie ist in Europa, Kleinasien, auf den Kanarischen Inseln und in Nordafrika beheimatet.

  - Chidlowia Hoyle: Sie enthält nur eine Art:
    - Chidlowia sanguinea Hoyle: Sie kommt im tropischen Westafrika vor.

  - Colvillea Bojer ex Hook.: mit der einzigen Art:
    - Colvillea racemosa Bojer ex Hook.: Sie ist in Madagaskar beheimatet.

  - Conzattia Rose: Die nur drei Arten kommen nur in Mexiko vor.
  - Cordeauxia Hemsl. (vielleicht gehört sie in die Gattung Stuhlmannia Taub.): Sie enthält nur eine Art:
    - Cordeauxia edulis Hemsl.: Sie kommt nur in Äthiopien und im südlichen Somalia vor.

  - Delonix Raf.: Ist mit etwa zwölf Arten hauptsächlich in Ostafrika beheimatet, beispielsweise:
    - Flammenbaum (Delonix regia (Bojer ex Hook.) Raf.): Er ist nur im nördlichen und westlichen Madagaskar beheimatet. Er wird in tropischen und subtropischen Gebieten als Zierpflanze verwendet.

  - Dimorphandra Schott: Die etwa 26 Arten sind in Südamerika weitverbreitet.
  - Diptychandra Tul.: Sie enthält nur zwei Arten:
    - Diptychandra aurantiaca Tul.: Sie kommt in Brasilien, Bolivien und Paraguay vor.

  - Erythrophleum Afzel. ex R.Br.: Die etwa neun Arten sind in der Paläotropis verbreitet.
    - Erythrophleum ivorense A.Chev.: nordwestliches Zentralafrika bis nach Westafrika.

  - Gleditschien (Gleditsia L., Syn.: Gleditschia Scop.): Sie besitzt ein disjunktes Areal und enthält etwa 12 bis 14 Arten.
  - Geweihbäume (Gymnocladus Lam.): Sie besitzt ein disjunktes Areal in Nordamerika sowie Ostasien und enthält etwa drei bis sechs Arten.
  - Haematoxylum L.: Von den etwa fünf Arten kommen vier in der Neotropis und eine in Namibia vor, beispielsweise:
    - Blauholzbaum (Haematoxylum campechianum L.)

  - Heteroflorum M.Sousa (sie gehörte bis 2005 in die Gattung Peltophorum (Vogel) Benth.): Sie enthält nur eine Art:[3]
    - Heteroflorum sclerocarpum M.Sousa: Sie kommt in Mexiko vor.

  - Hoffmannseggia Cav.: Die 24 bis 28 Arten sind in der Neuen Welt weitverbreitet.
  - Jacqueshuberia Ducke: Die etwa sechs Arten kommen hauptsächlich im Amazonasbecken vor; das Verbreitungsgebiet reicht bis Venezuela.
  - Lemuropisum H.Perrier: Sie enthält nur eine Art: (Syn. von Delonix Raf.)
    - Lemuropisum edule H.Perrier: Sie kommt nur im südwestlichen Madagaskar vor.

  - Lophocarpinia Burkart: Sie enthält nur eine Art:
    - Lophocarpinia aculeatifolia (Burkart) Burkart: Sie kommt in den argentinischen Provinzen Chaco, Formosa sowie Salta und in Paraguay vor.

  - Melanoxylum Schott: Sie enthält nur eine Art:
    - Melanoxylum brauna Schott: Sie kommt in den brasilianischen Bundesstaaten Bahia, Minas Gerais sowie Rio de Janeiro vor.

  - Moldenhawera Schrad.: Die etwa zehn Arten kommen im östlichen Brasilien, besonders im Atlantischen Regenwald, hauptsächlich in Bahia vor.
  - Mora Benth.: Die etwa sieben Arten gedeihen im Tiefland-Regenwald der Neotropis.
    - Mora excelsa Benth.: In den Guyanas bis Venezuela und in Trinidad

  - Moullava Adans.: Sie enthält vier Arten:
    - Moullava spicata (Dalzell) Nicolson: Sie kommt nur in Indien vor.

  - Orphanodendron Barneby & J.W.Grimes: Sie enthält nur zwei Arten:
    - Orphanodendron bernalii Barneby & J.W.Grimes: Sie kommt nur in Kolumbien vor.

  - Pachyelasma Harms: Sie enthält nur eine Art:
    - Pachyelasma tessmannii (Harms) Harms: Sie kommt im tropischen Afrika vor.

  - Parkinsonien (Parkinsonia L.): Die etwa zehn Arten sind hauptsächlich in der Neuen Welt verbreitet.
  - Paubrasilia Gagnon, H.C.Lima & G.P.Lewis: Sie enthält nur eine Art:
    - Paubrasilia echinata (Lam.) Gagnon, H.C.Lima & G.P.Lewis: Sie kommt nur in Brasilien vor.

  - Peltophorum (Vogel) Benth.: ist mit etwa zwölf Arten in den Tropen und Subtropen weltweit verbreitet.
  - Pomaria Cav. (Syn.: Cladotrichium Vogel, Melanosticta DC.; die Arten wurden früher in die Gattung Hoffmannseggia Cav. gestellt): Von den etwa 16 Arten kommen neun in ariden und Bergregionen der südwestlichen USA sowie angrenzenden Gebieten in Mexiko, drei Arten im gemäßigten östlichen Südamerika und drei Arten im südlichen Afrika vor.[4]
  - Pterogyne Tul.: Sie enthält nur eine Art:
    - Pterogyne nitens Tul.: Sie ist weitverbreitet in Brasilien, in Bolivien, im mittleren bis nördlichen Argentinien, in Uruguay und Paraguay.

  - Pterolobium R.Br. ex Wight & Arn.: Die etwa zehn Arten sind weitverbreitet; hauptsächlich auf dem asiatischen Kontinent bis Indonesien und den Philippinen, aber auch im tropischen und subtropischen Afrika.
  - Recordoxylon Ducke: Die zwei bis fünf Arten sind in der Neotropis verbreitet.
  - Schizolobium Vogel: Die etwa zwei Arten sind in der Neotropis verbreitet.
  - Stachyothyrsus Harms: Die etwa zwei Arten sind im tropischen Afrika verbreitet.
  - Stahlia Bello: Sie enthält nur eine Art: (Syn. von Libidibia (DC.) Schltdl.)
    - Stahlia monosperma (Tul.) Urb.: Sie kommt nur in der Dominikanischen Republik und in Puerto Rico vor.

  - Stenodrepanum Harms: Sie enthält nur eine Art:
    - Stenodrepanum bergii Harms: Sie kommt in Argentinien vor.

  - Stuhlmannia Taub.: Sie enthält nur eine Art:
    - Stuhlmannia moavi Taub.: Sie gedeiht im Küstenwald von Tansania.

  - Sympetalandra Stapf: Die etwa fünf Arten kommen auf dem Malaiischen Archipel: Borneo, Malaysia, den Philippinen und den Kleinen Sunda-Inseln vor.
  - Tachigali Aubl.: Die etwa 70 Arten gedeihen im Tiefland, hauptsächlich im nördlichen Südamerika und im Atlantischen Regenwald des südlichen Brasiliens.
  - Tetrapterocarpon Humbert: Die nur zwei Arten kommen nur in Madagaskar vor.
  - Vouacapoua Aubl.: Die nur drei Arten kommen im brasilianischen Amazonasgebiet und den Guyanas vor.
    - Vouacapoua americana Aubl.: Aus dem östlichen und nördlichen Brasilien bis in die Guyanas.

  - Zuccagnia Cav.: Sie enthält nur eine Art:
    - Zuccagnia punctata Cav.: Sie kommt in Argentinien und im nördlichen Chile vor.

- Tribus Cassieae Bronn: Die Blüten sind meist mehr oder weniger zygomorph. Die Kronblätter sind höchstens ausgerandet. Die Laubblätter sind einfach gefiedert. Sie enthält drei Subtribus mit etwa 21 Gattungen:
  - Subtribus Cassiinae: Sie enthält etwa drei Gattungen mit etwa 665 Arten:
    - Kassien (Cassia L., Syn.: Bactyrilobium Willd., Cathartocarpus Pers.): Sie enthält ohne die Arten der ausgegliederten Gattungen Senna und Chamaecrista etwa 30 (früher bis zu 70) Arten. Sie ist fast weltweit in den Tropen verbreitet;  vier Arten werden in vielen tropischen Ländern angebaut.
    - Chamaecrista Moench (Syn.: Grimaldia Schrank, Sooja Siebold, Cassia subgen. Lasiorhegma Vogel ex Benth., Cassia subgen. Absus (DC. ex Collad.) Symon): Die etwa 330 krautigen Arten sind in der Paläotropis verbreitet.
    - Senna Mill. (Syn.: Cassia subgen. Senna (Mill.) Benth., Chamaefistula (DC.) G.Don, Chamaesenna (DC.) Raf. ex Pittier, Desmodiocassia Britton & Rose, Earleocassia Britton, Echinocassia Britton & Rose, Gaumerocassia Britton, Herpetica (DC.) Raf., Leonocassia Britton, Palmerocassia Britton, Phragmocassia Britton & Rose, Pseudocassia Britton & Rose, Pterocassia Britton & Rose, Sciacassia Britton, Sericeocassia Britton, Tharpia Britton & Rose, Vogelocassia Britton, Xerocassia Britton & Rose): Von den etwa 300 Arten sind 206 in der Neuen Welt verbreitet, bis zu 20 kommen in Afrika vor, 33 Arten sind in Australien beheimatet, in Madagaskar gibt es neun Arten und einige Arten kommen in Asien sowie Malesien vor. Drei bis fünf Arten, deren Herkunft unsicher ist, werden weitverbreitet kultiviert.

Nicht mehr zu dieser Unterfamilie gehören:
- Beispielsweise:
  - Subtribus Dialiinae: Sie enthält etwa 17 Gattungen mit etwa 74 Arten:
    - Androcalymma Dwyer: Sie enthält nur eine Art:
      - Androcalymma glabrifolium Dwyer: Sie kommt in Brasilien vor.

    - Apuleia Mart.: Die zwei bis drei Arten sind in Südamerika verbreitet.
    - Baudouinia Baill.: Die etwa sechs Arten kommen nur in Madagaskar vor.
    - Dialium L.: Die 35 bis 41 Arten sind in den Tropen verbreitet, mit einem Schwerpunkt der Artenvielfalt im tropischen Afrika.
    - Dicorynia Benth.: Die etwa zwei Arten sind in Südamerika verbreitet.
      - Dicorynia guianensis Amshoff:  Suriname, Französisch-Guayana und in Guyana

    - Distemonanthus Benth.: Sie enthält nur eine Art:
      - Distemonanthus benthamianus Baill.: Sie kommt im tropischen Afrika vor.

    - Eligmocarpus Capuron: Sie enthält nur eine Art:
      - Eligmocarpus cynometroides Capuron: Sie kommt in Madagaskar vor.

    - Kalappia Kosterm.: Sie enthält nur eine Art:
      - Kalappia celebica Kosterm.: Diese gefährdete Art ist ein Endemit in Malili, das zu Sulawesi gehört.[5]

    - Koompassia Maingay ex Benth.: Die zwei bis drei Arten sind in Südostasien verbreitet.
    - Labichea Gaudich. ex DC.: Die etwa 14 Arten kommen nur in Australien vor, hauptsächlich in Western Australia, einige Arten auch in Queensland und Northern Territory.
    - Martiodendron Gleason: Die etwa fünf Arten sind in Südamerika verbreitet, drei davon im Amazonasbecken und eine in der Caatinga des nordöstlichen Brasiliens; eine 2002 beschriebene Art gedeiht im Atlantischen Küstenregenwald  des südöstlichen Brasiliens.[6]
    - Mendoravia Capuron: Sie enthält nur eine Art:
      - Mendoravia dumaziana Capuron: Sie kommt in Madagaskar vor.

    - Petalostylis R.Br.: Die etwa zwei Arten kommen in Australien vor.
    - Poeppigia C.Presl: Sie enthält nur eine Art:
      - Poeppigia procera C.Presl: Sie ist weit verbreitet vom südlichen Mexiko über Zentralamerika sowie Kuba bis Kolumbien, Brasilien, Bolivien und Peru.

    - Storckiella Seem.: Von den nur zwei Arten kommt eine in Australien und eine auf Fidschi vor.
    - Uittienia Steenis: Sie enthält nur eine Art:
      - Uittienia modesta Steenis: Sie kommt auf dem malaiischen Archipel vor.

    - Zenia Chun: Sie enthält nur eine Art:
      - Zenia insignis Chun: Sie kommt in China und Vietnam vor.

  - Subtribus Duparquetiinae: Sie enthält nur eine monotypische Gattung:
    - Duparquetia Baill.: Sie enthält nur eine Art:
      - Duparquetia orchidacea Baill.: Sie kommt im tropischen Afrika vor.

- Tribus Detarieae DC.: Sie enthält etwa 83 Gattungen mit 735 bis 771 Arten (zu den Gattungen siehe dort).